# فیلیپسیت
فیلیپسیت  (به انگلیسی: Phillipsite) با فرمول شیمیایی KCa[Al3Si5O16].6H2O از مجموعه کانی هاست و از نام کانی‌شناس انگلستانی W.Phillips اخذ شده‌است. محلول در HCl K2O:۷٫۰۹٪  CaO:۸٫۴۴٪  Al2O۳:۲۳٫۰۱٪  برای اولین بار در آلمان غربی کشف شد و از نظر شکل بلور: منشوری - ماکله، رنگ: سفید - زرد - متمایل به قرمز، شفافیت: شفاف - نیمه شفاف، شکستگی: نامنظم، جلا: شیشه ای، رخ: ناقص - مطابق با سطح ,، سیستم تبلور: مونوکلینیک و در رده‌بندی سیلیکات است همچنین خاصیت مغناطیسی ندارد و منشأ تشکیل آن هیدروترمال - بعد از آتشفشانی است.
همایند کانی‌شناسی (پارانژ) آن واکنش‌های شیمیایی و اشعه Xهارموتوم- کلسیت- شابازیت- آنالسیم و غیره است.
، از نظر ژیزمان بلوری کمیاب است و بیشتر در آلمان غربی، چک اسلواکی، ایتالیا، ایرلند شمالی یافت می‌شود.

## منبع
- پردیس کشاورزی ایران